# یواس‌اس اوزارک (۱۸۶۳)
یواس‌اس اوزارک (۱۸۶۳) (به انگلیسی: USS Ozark (1863)) یک کشتی بود که طول آن ۱۸۰ فوت (۵۴٫۹ متر) بود. این کشتی در سال ۱۸۶۳ ساخته شد.